# Aage Niels Bohr
Aage Niels Bohr (19. června 1922 Kodaň – 8. září 2009 Kodaň) byl dánský fyzik zabývající se jadernou fyzikou a kvantovou mechanikou, nositel Nobelovy ceny za fyziku z roku 1975. Jeho otcem byl fyzik Niels Bohr, laureát téže ceny z roku 1922.

## Biografie
Aage N. Bohr se narodil v Kodani v roce 1922 jako čtvrtý syn Nielsu Bohrovi a Margarethe Bohr rozené Nørlund. Vyrůstal obklopen takovými fyziky jako Wolfgang Pauli a Werner Heisenberg, kteří pracovali společně s jeho otcem v Ústavu teoretické fyziky (nyní Niels Bohr Institute) při Kodaňské universitě.
V roce 1940, v témže roce kdy se začal věnovat studiu fyziky na Kodaňské univerzitě, obsadila Dánsko okupační vojska nacistického Německa. V roce 1943 utekl jeho otec Niels Bohr i s rodinou před zatčením do Švédska. Krátce na to se odstěhoval do Anglie, kde začal pracovat na projektu Manhattan. Syn Aage N. Bohr jej následoval a jako jeho asistent s ním cestoval mezi Londýnem, Washingtonem a Los Alamos a podílel se na jeho práci.
V roce 1945 se rodina Bohrova vrátila do Dánska a Aage pokračoval v přerušeném studiu fyziky, které dokončil v roce 1946. Začátkem roku 1948 začal pracovat v Institute for Advanced Study v Princetonu. Od ledna 1949 do srpna 1950 působil na Columbia University v New Yorku. Při svém pobytu ve Spojených státech si v New Yorku roku 1950 vzal za ženu Mariettu Soffer (1922–1978). Její dědeček David Soffer byl brněnským obchodníkem s nábytkem. Pár má spolu tři děti, které pojmenovali Vilhelm, Tomas a Margrethe. Jeho druhou manželkou byla od roku 1981 Bente Scharff Meyer (1926–2011). 
Bohr se stal profesorem na univerzitě v Kodani v roce 1956 a po smrti svého otce v roce 1962 ho nahradil na místě ředitele Niels Bohr Institute. Tuto pozici zastával až do roku 1970. Byl také členem představenstva Nordic Institute for Theoretical Physics (Nordita) od jejího vzniku v roce 1957, v roce 1975 se stal jejím ředitelem. Od roku 1978 byl členem Papežské akademie věd.

## Fyzika
Do konce čtyřicátých let dvacátého století bylo známo, že částice atomového jádra nemohou být vysvětleny pomocí v té době známých modelů (mimo jiné ani kapkovým modelem jádra atomu od Nielse Bohra). Slupkový model, vytvořený v roce 1949, umožnil vysvětlit další funkce a to zejména tzv. magická čísla. Nicméně neobjasňoval všechny vlastnosti, včetně nesférického rozmístění náboje v některých jádrech.
James Rainwater z Columbia University navrhl model jader, který mohl vysvětlit nesférické rozmístění náboje ve svém spisu z roku 1950. Bohr, v tu dobu pobývající na Columbia University, nosil v hlavě podobnou teorii, která zpracovávala stejnou otázku jen v obecnějších rysech a publikoval ji ve svém spisu přibližně měsíc po Rainwaterovi. Bohr později rozvinul tuto ideu šířeji a v roce 1951 publikoval spis, který souhrnně vysvětloval vztahy mezi oscilacemi na povrchu jádra a pohyby jednotlivých nukleonů.
Po svém návratu do Kodaně v roce 1950 začal Bohr spolupracovat s Benem Mottelsonem. Porovnávali teoretické práce s experimentálními daty. Ve třech spisech, které společně publikovali v roce 1952–1953, demonstrovali úzkou souvislost mezi teorií a výsledky pokusů, svědčících například o tom, že energetické hladiny některých jader by mohly být popsány pomocí rotačního spektra. Tato práce stimulovala další teoretické a experimentální studie.
Bohr a Mottelson pokračovali v práci společně a publikovali dvousvazkovou monografii Nuclear Structure, první díl Single-Particle Motion vychází v roce 1969 a druhý díl Nuclear Deformations v roce 1975.
Bohrovi, Mottelsonovi a Rainwaterovi byla udělena Nobelova cena za fyziku v roce 1975 za objev vztahů mezi pohybem jádra atomu a pohybem částic uvnitř tohoto jádra a rozvoj teorie struktury atomových jader na základě těchto vztahů. Tato teorie je známa jako kolektivní model.